# Segundo (álbum de Maria Rita)
Segundo é o segundo álbum da cantora brasileira Maria Rita, produzido por Lenine, lançado em 2005, foi lançando em todos os países do mundo onde sua gravadora tem representação. Na época o disco teve bastante polémica entre os críticos que receberam um mini-iPod ao invés de um CD físico, o que teria influenciado na avaliação do mesmo.
Com composições de Rodrigo Maranhão, Marcelo Camelo e Jorge Drexler, entre outros, teve como maiores sucessos as canções Caminho das Águas (escolhida como tema de abertura da minissérie Amazônia, de Galvez a Chico Mendes, exibida pela Rede Globo em 2007), Conta Outra, Mal Intento e Muito Pouco.
O álbum ainda conta com as regravações de Sobre Todas as Coisas (de Edu Lobo e Chico Buarque) e Minha Alma (A Paz Que Eu Não Quero), do grupo O Rappa.
Premiado com o Grammy Latino, nas categorias de Melhor Álbum e Melhor Música (com a canção Caminho das Águas), vendeu mais de 350 mil cópias no país, sendo certificado de platina duplo.
| Críticas profissionais                                                      | Críticas profissionais |
| Avaliações da crítica                                                       | Avaliações da crítica  |
| Fonte                                                                       | Avaliação              |
| --------------------------------------------------------------------------- | ---------------------- |
| All Music Guide                                                             | [ 4 ]                  |
| Billboard                                                                   | (Positiva)             |
| Ziriguidum                                                                  | (positiva)             |
| ISTOÉ                                                                       | (positiva)             |
| Esta tabela precisa de ser acompanhada por texto em prosa. Consulte o guia. |                        |

## Faixas
| N.º            | Título                                          | Compositor(es)                              | Duração |  |
| 1.             | "Caminho das Águas"                             | Rodrigo Maranhão                            | 3:11    |  |
| 2.             | "Recado"                                        | Rodrigo Maranhão                            | 3:57    |  |
| 3.             | "Casa Pré-fabricada"                            | Marcelo Camelo                              | 3:00    |  |
| 4.             | "Mal Intento"                                   | Jorge Drexler                               | 4:05    |  |
| 5.             | "Ciranda do Mundo"                              | Eduardo Krieger                             | 3:14    |  |
| 6.             | "Minha Alma (A Paz Que Eu Não Quero)"           | Marcelo Yuka, O Rappa                       | 4:00    |  |
| 7.             | "Sobre Todas as Coisas"                         | Edu Lobo, Chico Buarque                     | 3:58    |  |
| 8.             | "Sem Aviso"                                     | Francisco Bosco, Fred Martins               | 4:21    |  |
| 9.             | "Muito Pouco"                                   | Moska                                       | 4:16    |  |
| 10.            | "Feliz"                                         | Dudu Falcão                                 | 2:34    |  |
| 11.            | "Despedida"                                     | Marcelo Camelo                              | 5:04    |  |
| 12.            | "Conta Outra (Ao Vivo) / Mantra (faixa oculta)" | Edu Tedeschi / Rodrigo Maranhão, Pedro Luís | 9:47    |  |
| Duração total: | Duração total:                                  | Duração total:                              | 51:27   |  |

| iTunes Versão  |                                |                |         |  |
| N.º            | Título                         | Compositor(es) | Duração |  |
| 13.            | "Conta Outra" (Versão Estúdio) | Edu Tedeschi   | 4:10    |  |
| Duração total: | Duração total:                 | Duração total: | 55:37   |  |

### DVD Bônus
Foi lançada posteriormente uma edição especial do disco, que inclui um DVD extra com o registro em vídeo das gravações do álbum, no estúdio Toca do Bandido, no Rio de Janeiro.

#### Faixas
1. Muito Pouco
2. Casa Pré-Fabricada
3. Minha Alma (A Paz Que Eu Não Quero)
4. Caminho das Águas
5. Sem Aviso
6. Mal Intento
7. Ciranda do Mundo
8. Sobre Todas as Coisas
9. Feliz
10. Recado
11. Despedida

## DVD Segundo ao Vivo
DVD Normal
Um show reunindo as melhores músicas, ao vivo, de dois álbuns que venderam juntos mais de 1 milhão de cópias! Assim é o DVD Segundo - Ao vivo de Maria Rita, que estará nas lojas de todo o país no próximo dia 17 de Julho.
"Segundo - Ao vivo" começa com um show antológico gravado no Claro Hall, Rio de Janeiro, no último dia 18 de Março. Nele, Maria Rita passeia por seu repertório e emociona a todos com seus maiores sucessos. São 19 canções, entre elas hits como "A festa", "Cara valente", "Recado", "Encontros e Despedidas" e "Caminho das Águas", além, de 2 inéditas na voz da artista: "Todo Carnaval Tem Seu Fim", anteriormente gravada pelo Los Hermanos e "O que Sobrou do Céu", clássico do repertório d´O Rappa.
Segundo - Ao Vivo também conta com 9 canções do CD Segundo, gravadas de forma mais intimista na Toca do Bandido, estúdio no Rio de Janeiro onde Maria Rita gravou seus 2 CDs. Os extras também contam um pouco da história das gravações (Fazendo Segundo), além de mostrar o videoclipe da música "Feliz" e da música "Santa Chuva".
DVD + CD
Assim como o primeiro álbum, em 2007 foi lançada em edição DVD + CD na série "Dose Dupla VIP - Nova Edição", contendo o CD mais o DVD do show "Segundo", que foi gravado ao vivo na Claro Hall em 18 de março de 2006. Os discos vêm em uma caixa própria para DVD duplo.

### Faixas do DVD
- Gravado ao Vivo no Claro Hall (RJ, 18 de março de 2006):

1. Muito Pouco
2. Conta Outra
3. Mal Intento
4. Pagu
5. Encontros e Despedidas
6. Menininha do Portão
7. Não Vale A Pena
8. Caminho das Águas
9. Recado
10. Sem Aviso
11. Casa Pré-Fabricada
12. Todo Carnaval Tem Seu Fim
13. Minha Alma (A Paz Que Eu Não Quero)
14. Sobre Todas As Coisas
15. O Que Sobrou do Céu
16. Lavadeira do Rio
17. Despedida
18. Recado / Cara Valente
19. A Festa

- Gravado na Toca do Bandido (RJ, 5 de setembro de 2005):

1. Muito Pouco
2. Mal Intento
3. Recado
4. Caminho das Águas
5. Minha Alma (A Paz Que Eu Não Quero)
6. Ciranda do Mundo
7. Feliz
8. Casa Pré-Fabricada
9. Conta Outra

- Extras:

1. Fazendo Segundo (making-of)
2. Feliz (videoclipe)
3. Santa Chuva (bonus-track, com depoimentos sobre a mesm)

### Músicos participantes
- Tiago Costa: piano Rhodes, piano acústico, órgão Hammond e teclados
- Sylvio Mazzuca Jr.: baixo acústico
- Edgard (Cuca) Teixeira: bateria
- Da Lua: percussão

## Participações em Trilhas Sonoras
- Feliz fez parte da trilha sonora da novela Belíssima.
- Caminho das Águas fez parte da trilha sonora da minisséries Amazônia, de Galvez a Chico Mendes, sendo tema de abertura.